# Bedford CA
 (décembre 2024).
 (décembre 2024).
La mise en forme du texte ne suit pas les recommandations de Wikipédia : il faut le « wikifier ».
Les points d'amélioration suivants sont les cas les plus fréquents. Le détail des points à revoir est peut-être précisé sur la page de discussion.
- Les titres sont pré-formatés par le logiciel. Ils ne sont ni en capitales, ni en gras.
- Le texte ne doit pas être écrit en capitales (les noms de famille non plus), ni en gras, ni en italique, ni en « petit »…
- Le gras n'est utilisé que pour surligner le titre de l'article dans l'introduction, une seule fois.
- L'italique est rarement utilisé : mots en langue étrangère, titres d'œuvres, noms de bateaux, etc.
- Les citations ne sont pas en italique mais en corps de texte normal. Elles sont entourées par des guillemets français : « et ».
- Les listes à puces sont à éviter, des paragraphes rédigés étant largement préférés. Les tableaux sont à réserver à la présentation de données structurées (résultats, etc.).
- Les appels de note de bas de page (petits chiffres en exposant, introduits par l'outil «  Source ») sont à placer entre la fin de phrase et le point final[comme ça].
- Les liens internes (vers d'autres articles de Wikipédia) sont à choisir avec parcimonie. Créez des liens vers des articles approfondissant le sujet. Les termes génériques sans rapport avec le sujet sont à éviter, ainsi que les répétitions de liens vers un même terme.
- Les liens externes sont à placer uniquement dans une section « Liens externes », à la fin de l'article. Ces liens sont à choisir avec parcimonie suivant les règles définies. Si un lien sert de source à l'article, son insertion dans le texte est à faire par les notes de bas de page.
- La présentation des références doit suivre les conventions bibliographiques. Il est recommandé d'utiliser les modèles {{Ouvrage}}, {{Chapitre}}, {{Article}}, {{Lien web}} et/ou {{Bibliographie}}. Le mode d'édition visuel peut mettre en forme automatiquement les références.
- Insérer une infobox (cadre d'informations à droite) n'est pas obligatoire pour parachever la mise en page.

Pour une aide détaillée, merci de consulter Aide:Wikification.
Si vous pensez que ces points ont été résolus, vous pouvez retirer ce bandeau et améliorer la mise en forme d'un autre article.

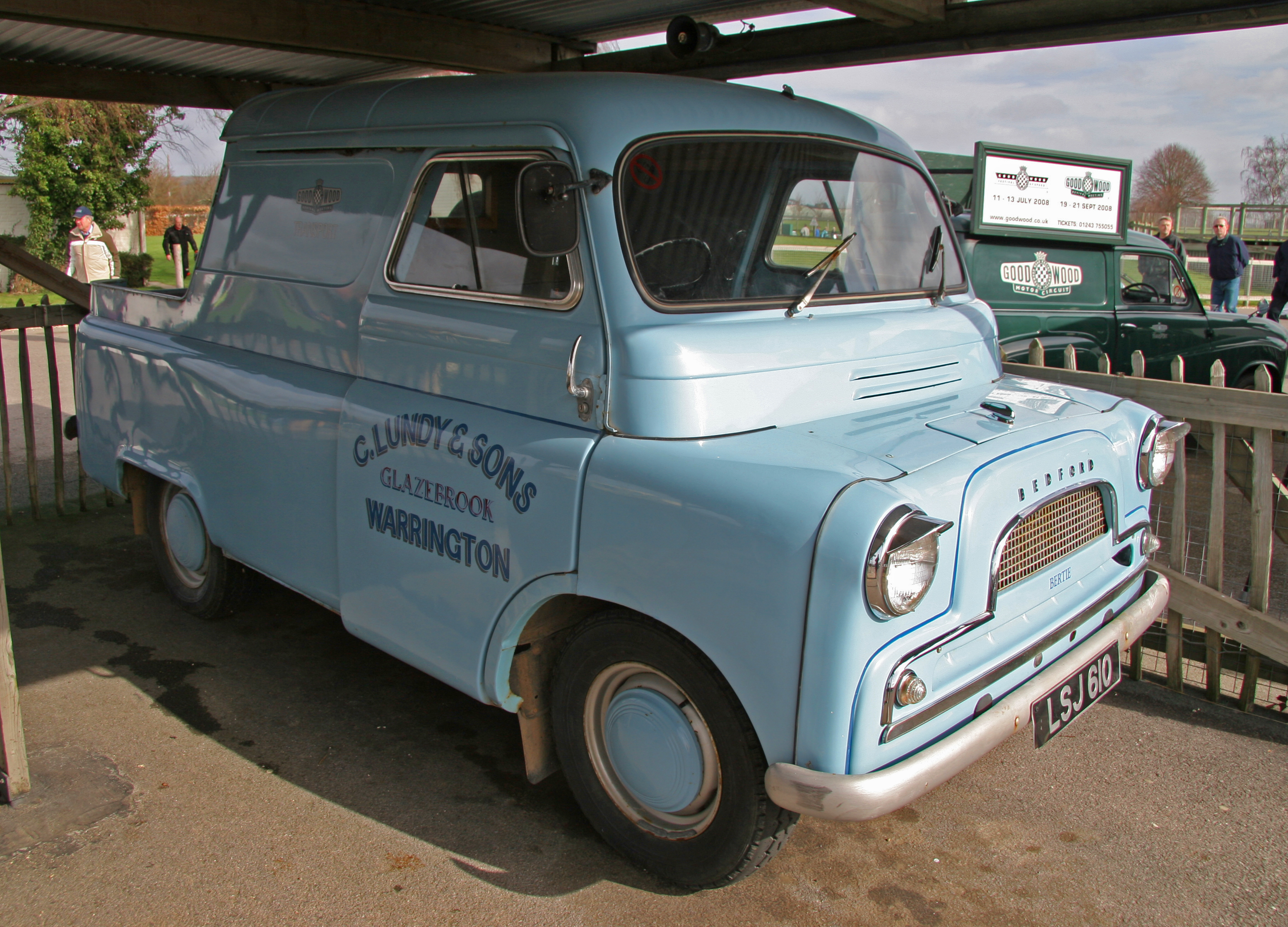
Bedford CA pick-up

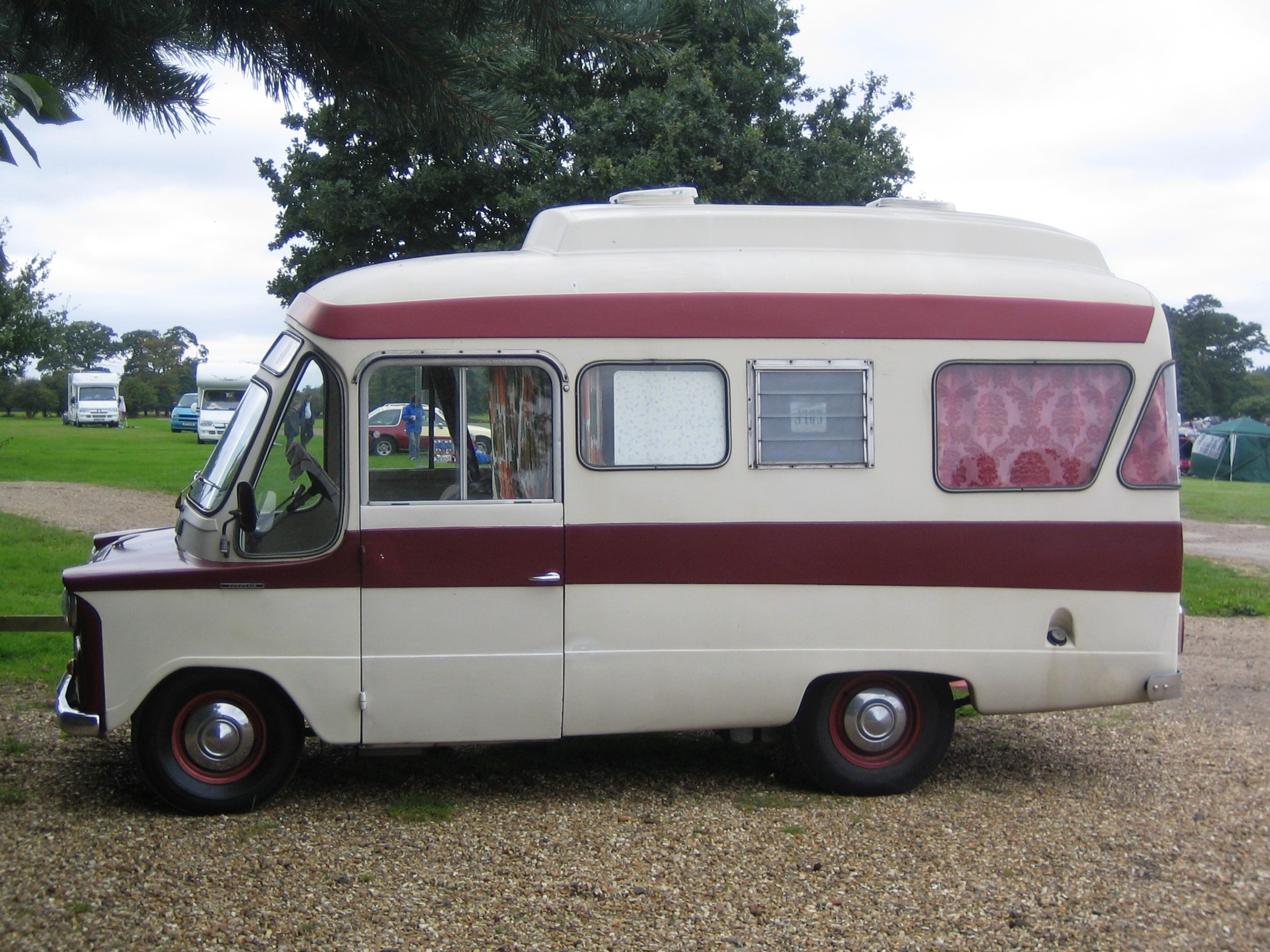
Au fur et à mesure que les années 1960 avançaient, le châssis Bedford CA s'est retrouvé utilisé comme base pour une succession de plus en plus flamboyante de camping-cars tels que ce Dormobile Debonaire de 1965. Le pare-brise avant est partagé avec le fourgon standard ainsi que les composants mécaniques.

Le Bedford CA est un véhicule utilitaire léger d'une facture singulière, caractérisé par son nez camus, et fut fabriqué entre les années 1952 et 1969 par le constructeur britannique Bedford.
Il fut conçu sous deux déclinaisons distinctes, à savoir, une version à empattement court et une autre à empattement long, chaque modèle étant proposé dans les variantes de capacité de 10 à 12 cwt ou bien dans une version supérieure de 15 cwt. 
En règle générale, ce véhicule se présentait sous la forme d’une camionnette légère de livraison, dotée de portes coulissantes, mais il était aussi mis à disposition en tant que châssis nu, pourvu d’un capot, auquel pouvait être adjointe une carrosserie spécialisée, selon les besoins. Le Bedford Dormobile se caractérisait par sa conversion en véhicule de camping, réalisée à partir de la camionnette Bedford CA, un modèle ayant connu une certaine popularité pour sa fonctionnalité et sa capacité à être transformé en espace de vie mobile.
Le Bedford CA fut également exporté au Canada, où il prit le nom d'Envoy CA, s'inscrivant ainsi au sein de la gamme de marques Envoy. Durant les dix-sept années qu' dura sa production, un total de 370 000 unités en furent réalisées.  

## Moteur
Le véhicule était propulsé par un moteur à essence à quatre cylindres en ligne d’une cylindrée de 1 508 cm3, dans sa configuration initiale, équipé de soupapes en tête actionnées par des poussoirs et d’un vilebrequin à trois paliers principaux. La pompe à carburant, la pompe à huile ainsi que le distributeur étaient entraînés directement par l’arbre à cames. Un carburateur à tirage descendant Zenith 34VN avait été installé. Le moteur se trouvait proposé dans une version à basse compression, mais une version à haute compression était également disponible, bien que moins fréquemment choisie. Les modèles ultérieurs bénéficièrent d’une légère augmentation du volume moteur, atteignant 1 594 cm3, tel que monté sur le Vauxhall Victor FB après 1964. De plus, une version équipée du moteur diesel Perkins de 1 622 cm3 était également disponible, tout comme le moteur diesel Perkins de 1 760 cm3, chacun offrant une alternative intéressante pour les conducteurs cherchant une motorisation différente. 

## Transmission et transmission finale
Le véhicule fut, à l'origine, pourvu d'une transmission manuelle à trois vitesses, transmettant le mouvement aux roues arrière par l'intermédiaire d'un essieu semi-flottant. Les versions suivantes furent proposées avec l'option d'une boîte de vitesses à quatre rapports, laquelle introduisit un troisième rapport intermédiaire, facilitant ainsi l'ascension des pentes, bien que le rapport de démultiplication supérieur demeurât inchangé par rapport à celui de la transmission à trois vitesses.

## Suspension et direction

### Suspension avant
La suspension antérieure se composait jadis de doubles triangulations, auxquelles étaient accouplés des ressorts hélicoïdaux, solidement fixés à une traverse d'essieu avant. Une barre anti-roulis, véritable élément de liaison, unissait les deux triangles inférieurs de l'architecture de l'essieu. Ce système, d'une conception rigoureuse et d'une précision mécanique indéniable, assurait la stabilité du véhicule tout en concourant à une certaine souplesse de conduite, tout en évitant les oscillations excessives susceptibles d'altérer la fluidité du trajet. 

### Suspension arrière
La suspension arrière était constituée de ressorts à lames semi-elliptiques, d'une largeur de 57 mm, fixés au châssis et reliés à l'essieu postérieur. Dans la version 10-12 cwt, ladite suspension comportait sept lames, tandis que dans la version 15-17 cwt, elle en comptait huit. Chaque lame avait une épaisseur de 6,4 mm. 

### Système de direction
La direction était assurée par un mécanisme de direction à vis sans fin et écrou de type Burman, un dispositif de liaison comportant quatre tiges et deux leviers de relais. En dépit du grand nombre de liaisons inhérentes à ce système, dans la pratique, celui-ci se révélait raisonnablement précis, et un véhicule de commande (CA) se comportait de manière plus satisfaisante que le premier modèle du Ford Transit, grâce à sa suspension avant indépendante.

## Commandes et instruments de fonctionnement
Le changement de vitesse était disposé sur la colonne de direction. L'interrupteur des clignotants se trouvait implanté sur le tableau de bord. Quant à l'interrupteur servant à l'illumination des phares, il se manœuvrait à l'aide du pied. L'interrupteur de mise en marche du moteur, quant à lui, s'actionnait par une pression et était monté sur le panneau de plancher, juste sous le levier de frein à main. 

## Système de freinage
Le système de freinage se composait d’un tambour amovible en fonte disposé sur chaque roue, le ralentissement étant assuré par des mâchoires de frein doublées d'amiante, montées selon un agencement double menant aux roues antérieures et se prolongeant vers les roues postérieures. Ces chaussures étaient activées par des vérins hydrauliques Lockheed à double effet, alimentés par un unique circuit hydraulique relié au maître-cylindre de frein, ce dernier étant mécaniquement relié à la pédale de frein. Cette conception, bien que rudimentaire, était courante au moment de sa mise en œuvre.